# Culicoides marcleti
Culicoides marcleti är en tvåvingeart som beskrevs av Callot, Kremer och Baset 1968. Culicoides marcleti ingår i släktet Culicoides och familjen svidknott. Inga underarter finns listade i Catalogue of Life.